# Episodi di Susan (prima stagione)
La prima stagione della serie televisiva Susan è stata trasmessa in anteprima negli Stati Uniti d'America dalla NBC tra il 19 settembre 1996 e l'8 maggio 1997 e in Italia su Rai 3 dal 3 maggio 1999.
| nº | Titolo originale                         | Titolo italiano                | Prima TV USA      | Prima TV Italia |
| -- | ---------------------------------------- | ------------------------------ | ----------------- | --------------- |
| 1  | First Episode                            | Viva la libertà                | 19 settembre 1996 | 3 maggio 1999   |
| 2  | Dr. No                                   | Dottor No                      | 26 settembre 1996 | 4 maggio 1999   |
| 3  | The Best Laid Plans                      |                                | 3 ottobre 1996    | 5 maggio 1999   |
| 4  | Suddenly Susan Unplugged                 | Un uomo per Susan              | 10 ottobre 1996   | 6 maggio 1999   |
| 5  | Hoop Dreams                              | Momenti di gloria              | 17 ottobre 1996   | 10 maggio 1999  |
| 6  | Lie! Lie! My Darling                     | Le bugie hanno le gambe corte  | 31 ottobre 1996   | 11 maggio 1999  |
| 7  | Golden Girl Friday                       |                                | 7 novembre 1996   | 12 maggio 1999  |
| 8  | Beauty and the Beasty Boy                | Quella dolce tenera vecchietta | 14 novembre 1996  | 13 maggio 1999  |
| 9  | Cold Turkey                              |                                | 21 novembre 1996  |                 |
| 10 | Was It Something I Said?                 |                                | 12 dicembre 1996  |                 |
| 11 | The Walk-Out                             |                                | 19 dicembre 1996  |                 |
| 12 | The Me Nobody Nose                       |                                | 9 gennaio 1997    |                 |
| 13 | The Ways and Means                       |                                | 27 febbraio 1997  |                 |
| 14 | What a Card                              |                                | 6 marzo 1997      |                 |
| 15 | Love and Divorce American Style (Part 1) |                                | 13 marzo 1997     |                 |
| 16 | Love and Divorce American Style (Part 2) |                                | 20 marzo 1997     |                 |
| 17 | Love and Divorce American Style (Part 3) |                                | 27 marzo 1997     |                 |
| 18 | With Friends Like These                  |                                | 10 aprile 1997    |                 |
| 19 | Where the Wild Things Aren't             |                                | 17 aprile 1997    |                 |
| 20 | A Boy Like That                          |                                | 24 aprile 1997    |                 |
| 21 | Family Affairs                           |                                | 1º maggio 1997    |                 |
| 22 | I'll See That and Raise You Susan        |                                | 8 maggio 1997     |                 |